# فیتین

فیتین شهری در شهرستان فارا در استان باله در بورکینافاسوی جنوبی است و جمعیت آن ۵۱۱ نفر است.